# 阿爾普利施托克山
46°35′40.5″N 8°16′57.4″E / 46.594583°N 8.282611°E
阿爾普利施托克山（德語：Alplistock）是瑞士伯恩州的山峰，位於該國南部，屬於伯尔尼山的一部分，海拔高度2,878米，每年平均降雨量2,465毫米。

## 外部連結
- Alplistock on Hikr （页面存档备份，存于）